# Interneringskamp Levantkade
Het Interneringskamp Levantkade was een interneringskamp op het KNSM-eiland in het Oostelijk Havengebied van Amsterdam. Het kamp werd na de Tweede Wereldoorlog ingesteld voor Nederlandse collaborateurs, NSB'ers en andere 'foute' personen. Het kamp was dertien maanden in gebruik (1 juni 1945 – 1 juli 1946) en werd zowel voor mannen als vrouwen gebruikt. De loodsen op het KNSM-eiland konden in principe 30.000 gevangenen herbergen, maar er hebben nooit meer dan 6.000 mensen gezeten (situatie eind juni 1945). De omstandigheden in het kamp waren uiterst primitief.

## Geschiedenis
De havenloodsen op het KNSM-eiland waren al in de loop van 1944, nog tijdens de oorlog, door de Duitsers ingericht als interneringskamp voor Nederlandse jongemannen die waren opgepakt voor de Arbeitseinsatz in Duitsland. Zowel de Levantkade als de Surinamekade waren door bombardementen zwaar beschadigd. Alle havenkranen waren vernietigd, maar enkele loodsen van de Koninklijke Nederlandse Stoomboot-Maatschappij (KNSM) en dochtermaatschappij Nieuwe Rijnvaart Maatschappij (NRM), met name in het oostelijk deel van het schiereiland, waren nog bruikbaar als verblijfplaats voor de geïnterneerden. Hoeveel Nederlandse mannen er tijdens de oorlog hebben verbleven is niet bekend.

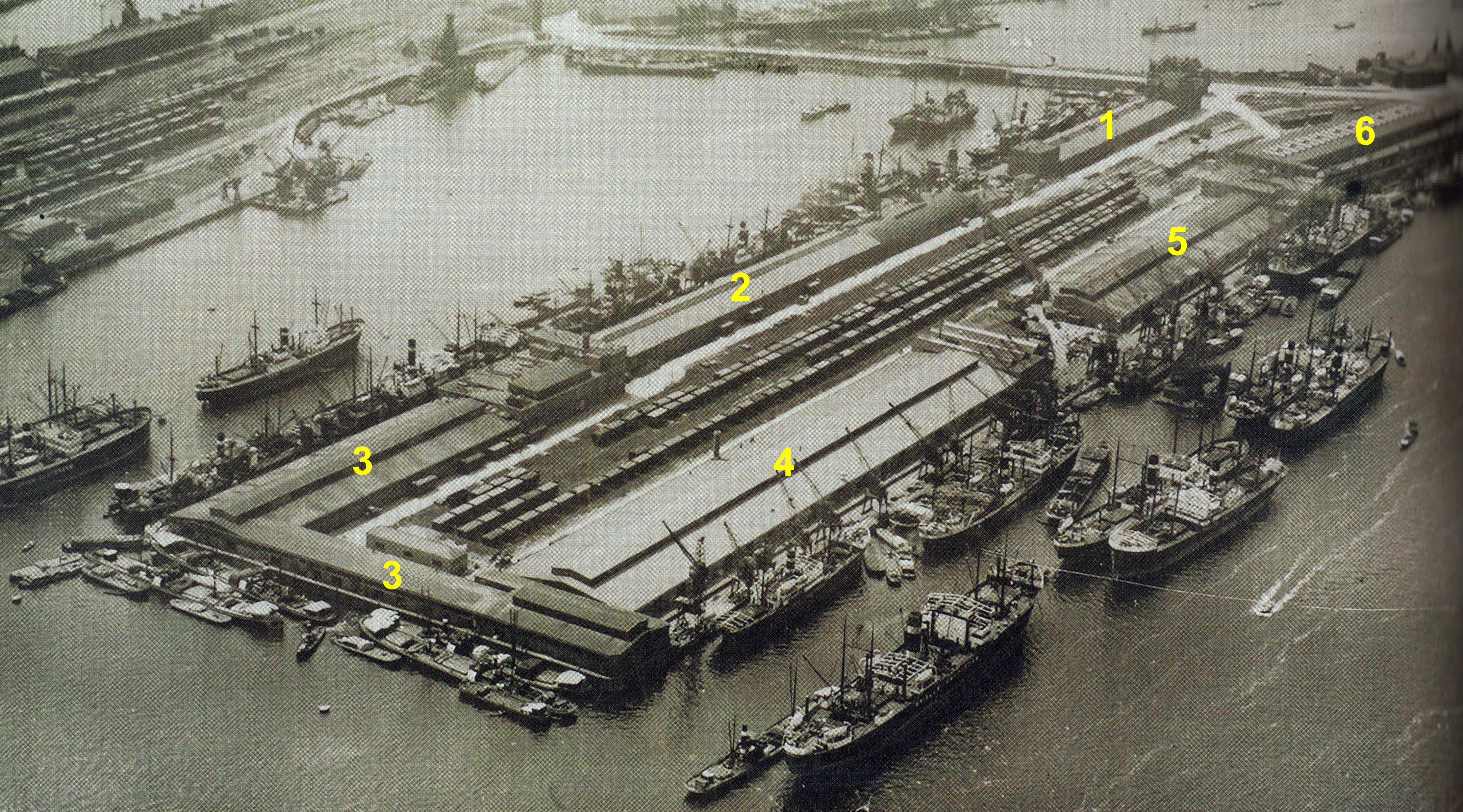
Vooroorlogse luchtfoto van het KNSM-eiland vanuit het noordoosten. De loodsen 3 en 4 waren in gebruik als interneringskamp

Na de bevrijding was er aanvankelijk sprake van een nieuw kamp voor 'foute' Nederlanders, dat beter geëquipeerd zou moeten zijn om grote groepen mensen op te vangen. Het nieuwe kamp moest verrijzen aan de overkant van het IJ, maar de regering besloot dat dat te veel geld zou kosten, dat beter voor de wederopbouw gebruikt kon worden. Om die reden werd gekozen voor het door de Duitsers ingerichte kamp op het KNSM-eiland. Het kamp werd op 1 juni 1945 in gebruik genomen.
De meeste gevangenen zaten in KNSM-loods 4 aan de noordkade (Surinamekade); de vrouwen in loods 3 (van de NRM) aan de zuidkade (Levantkade). De loodsen waren verdeeld in vakken, met slaapplekken voor 50 tot 100 personen, omgeven door prikkeldraad. Elk vak had een vakhoofd en een assistent-vakhoofd.
Er hebben in het kamp enkele opstanden plaatsgevonden, er is een brand geweest en er heeft een dysenterie-epidemie gewoed. In de loop van 1946 liep het aantal kampbewoners sterk terug; gevangenen werden ofwel naar geëigender oorden verplaatst, ofwel vrijgelaten, omdat men niet wist wat men met de duizenden gevangenen aan moest, omdat het justitiële apparaat het niet aankon en ook omdat de woede van bijltjesdag enigszins was geluwd. Het kamp sloot in juli 1946, waarna de havenloodsen hun oude functie terugkregen.
Foto's van het interneringskamp, juni 1945

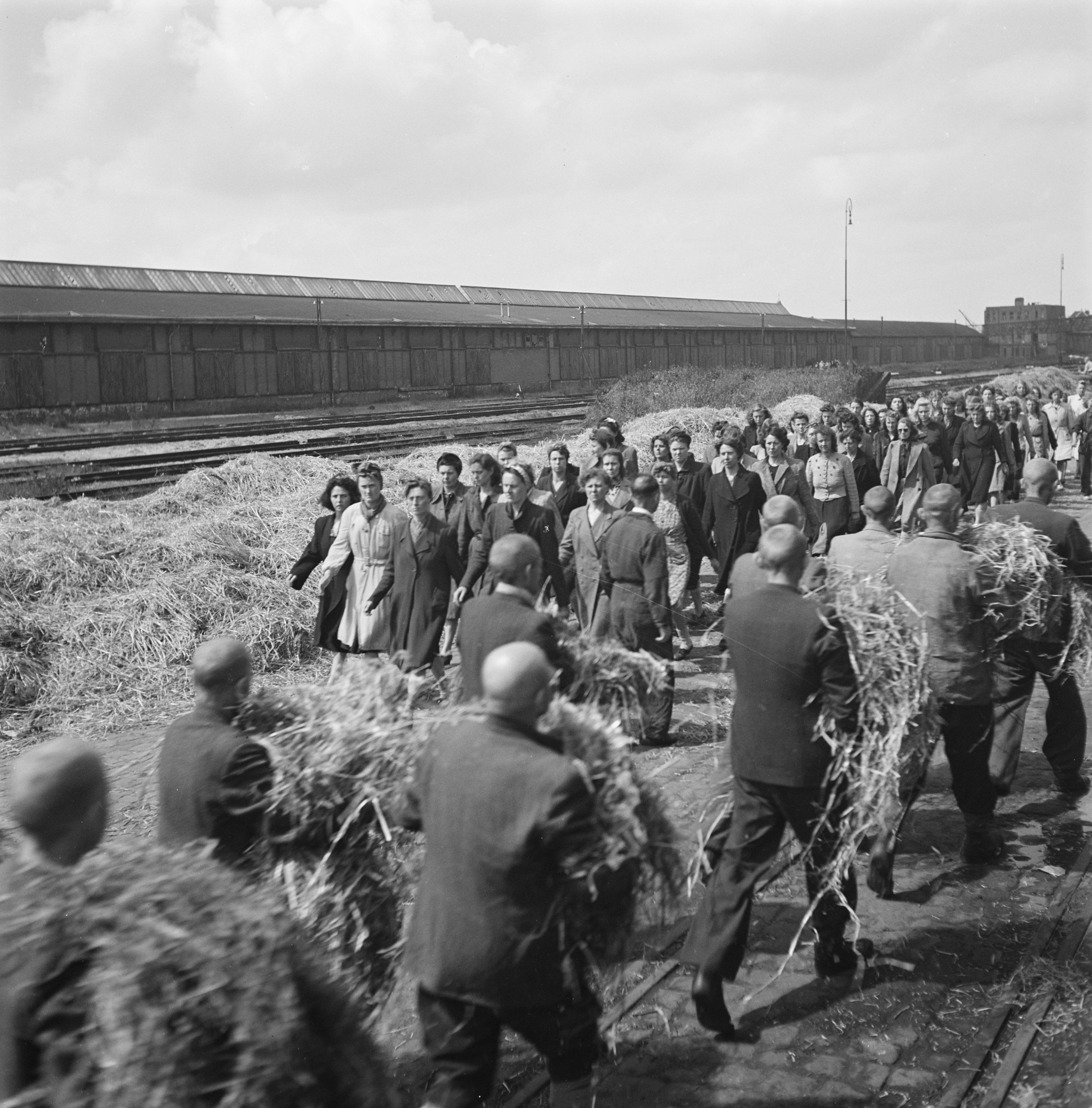
Vrouwelijke gevangenen op weg naar hun loods; de mannen hebben stro gehaald...
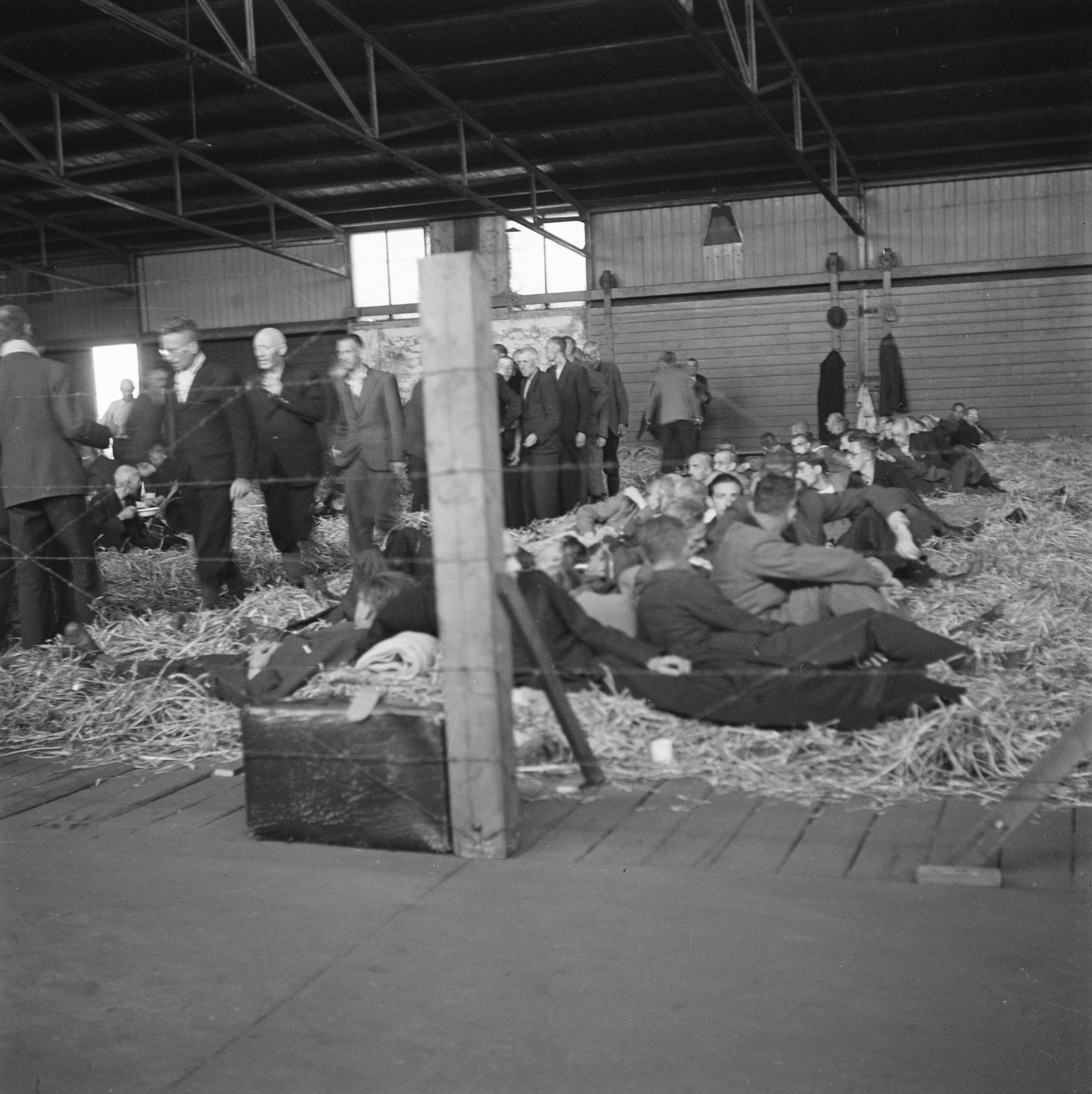
... dat gebruikt wordt voor het maken van slaapplaatsen
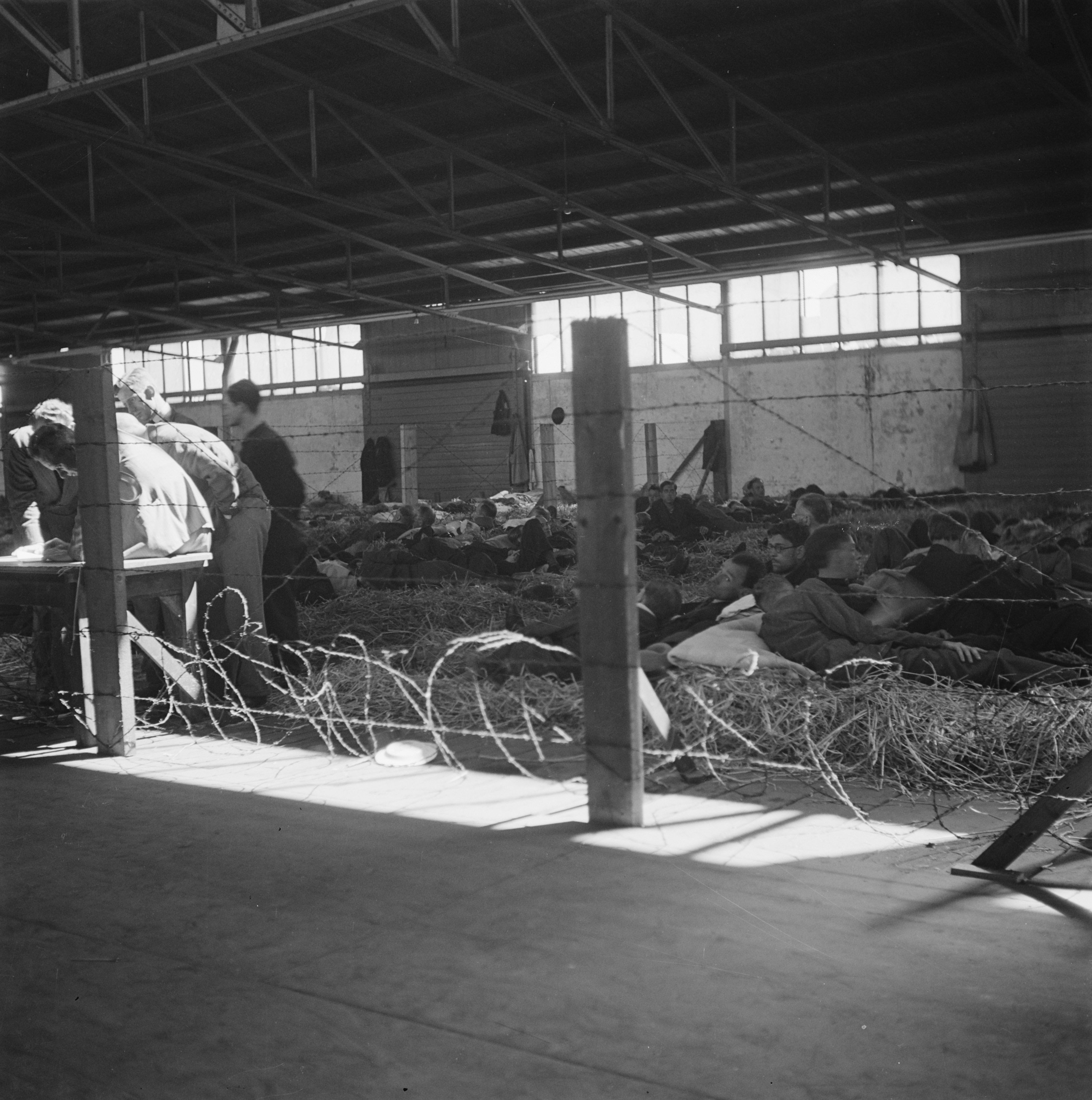
Met prikkeldraad afgezet vak in een havenloods
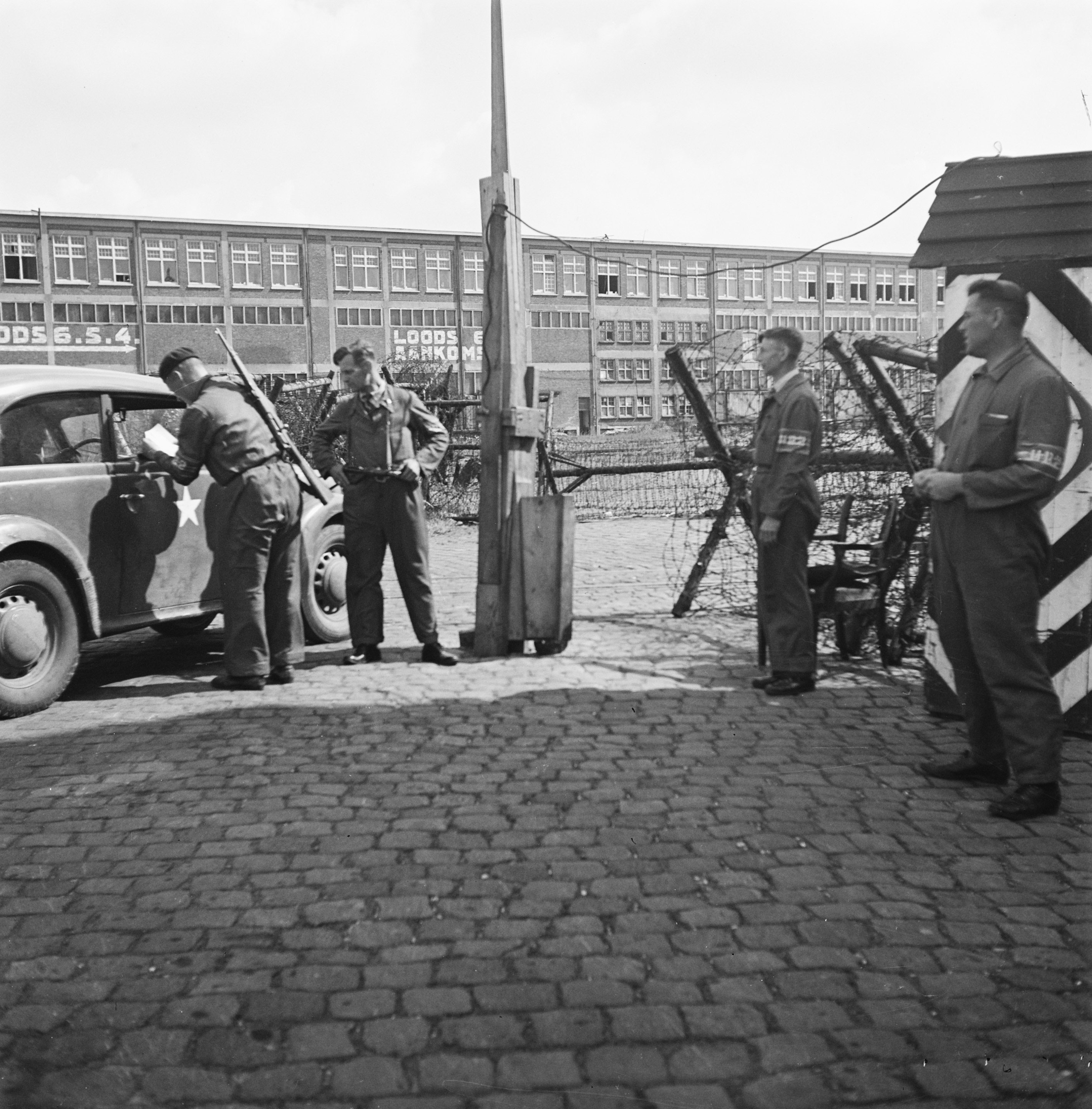
Bewaking bij de ingang van het kamp

## Personeel
De commandant van het kamp was Wout Jonasse, die een wat mildere behandeling van de gevangenen voorstond. Een later bekend geworden bewaker was de voetbalscheidsrechter Leo Horn (1916-1995).

## Bekende geïnterneerden
- Edward Voûte (1887-1950), voormalig burgemeester van Amsterdam en lid van de Germaansche SS in Nederland
- Jan van Dam (1896-1979), 'foute' hoogleraar Germanistiek en ambtenaar[6]

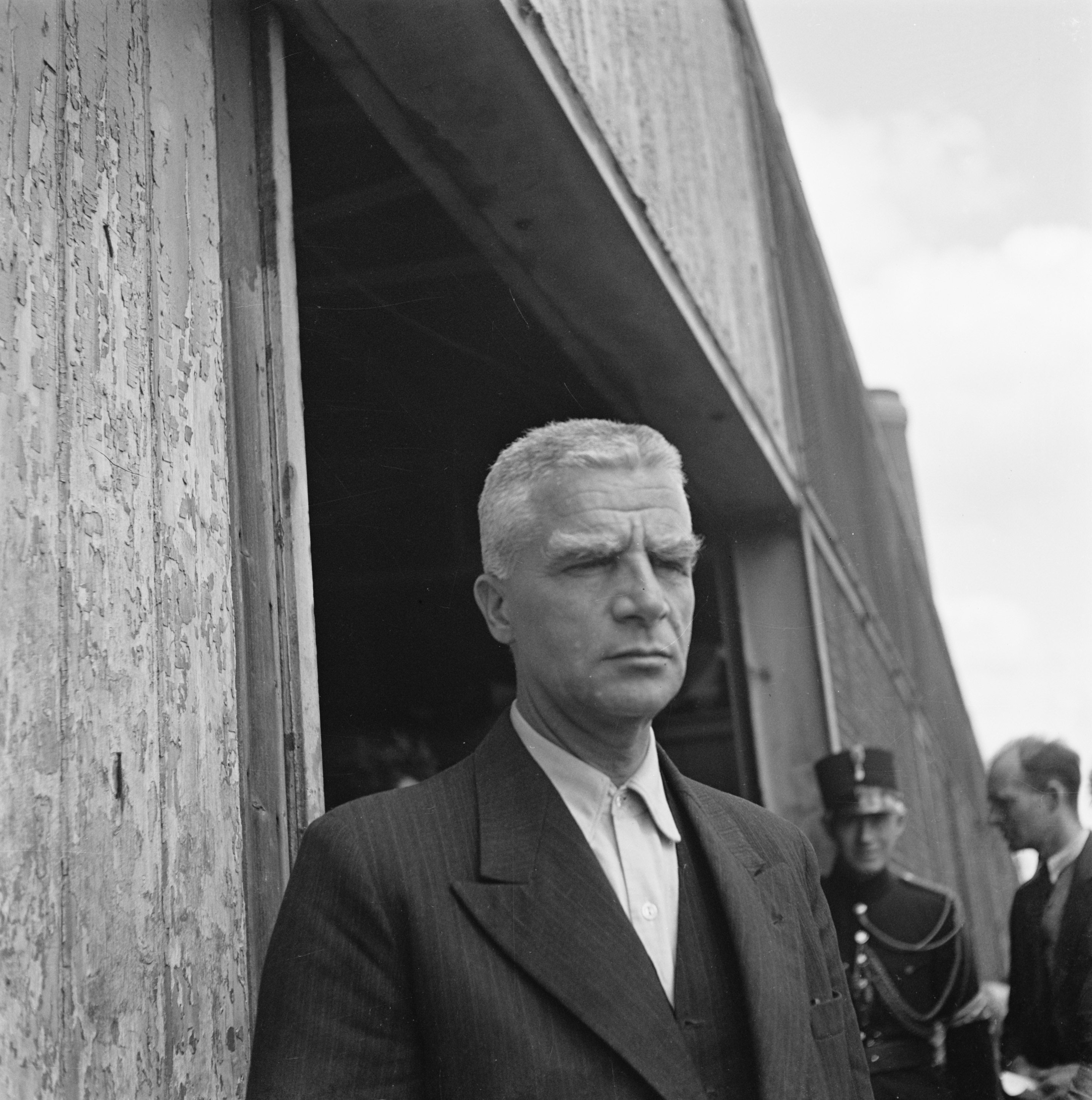
Voûte in het interneringskamp (juni 1945)
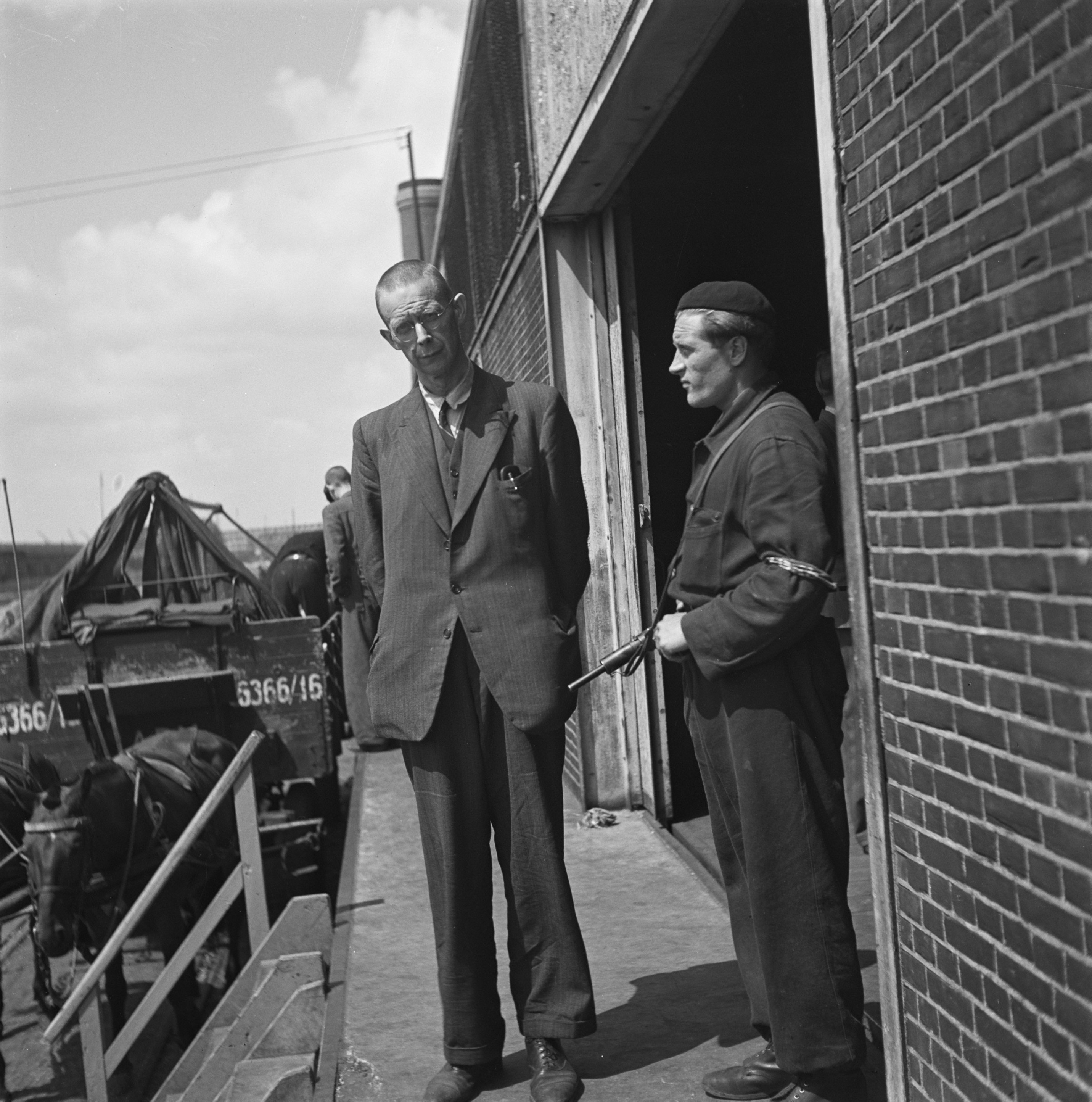
Van Dam in het interneringskamp (juni 1945)